# Élise la Flotte
 (octobre 2016).
Marie-Anne-Élisabeth Élise de Flotte, née Reboul, surnommée Élise la Flotte, est née en 1779 à Smyrne (Turquie) et morte le 25 mars 1815 à Paris, a été la dame d'honneur de la reine Désirée Clary, alors princesse héritière de Suède, et occupa la charge de vice-grande-maîtresse de la Cour de Suède.

## Biographie
Fille de Louis-Auguste Reboul (1743-1834), un négociant natif d'Hyères installé à Smyrne puis à Marseille, et de Catherine Van Sanen (1754-1835), d'origine hollandaise, elle est née à Smyrne, d'où la nationalité grecque qui lui est attribuée, comme l'écrit Jean Savant : « Elle était Grecque en ce sens qu'elle avait vu le jour à Smyrne, grande cité demeurée essentiellement grecque en dépit du joug ottoman. En réalité, elle était levantine, et de religion catholique. » De retour en France, en 1787, elle est éduquée dans un couvent à Marseille avec Désirée et Julie Clary. Son père s'était lui-même lié, pour des raisons professionnelles, avec le père des deux sœurs, François Clary. On lui donne dès lors le surnom d'Élise ou Élisa.
Elle épousa, le 14 octobre 1793, à Marseille Paul-Fulcrand de Flotte (né le 28 février 1770 à Clermont-l'Hérault, décédé le 12 janvier 1800 à Marseille), un jeune négociant originaire de l'Hérault. Son père la dota à cette occasion de 20.000 piastres, soit trois millions d'anciens francs. De ce mariage naquirent trois enfants, dont un seul fils survivant, Louis-Hercule de Flotte (né le 14 mai 1796 à Saint-Chinian, décédé le 30 janvier 1881 à Perpignan).